# Wilhelm von Benda

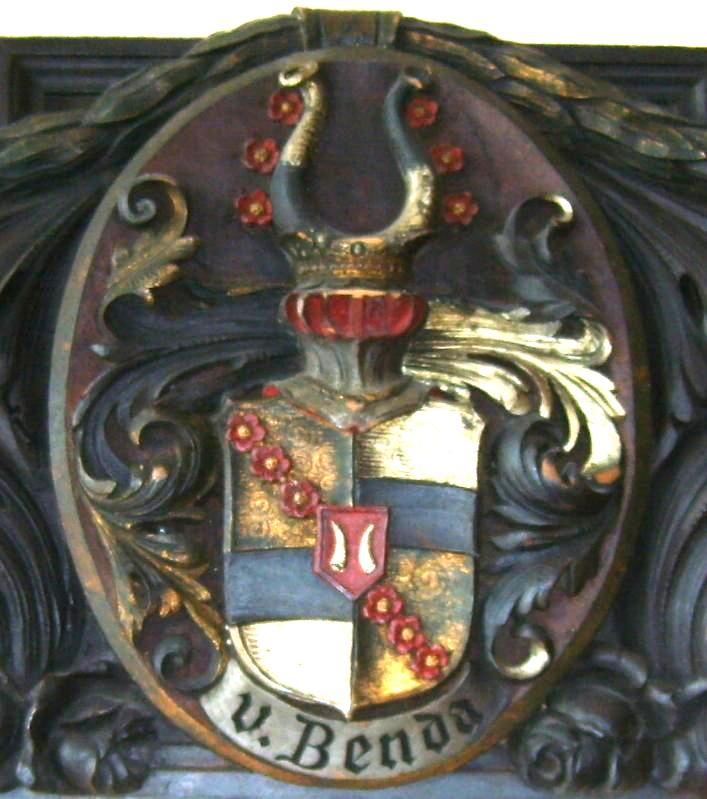
Erb rodu von Benda

August Heinrich Wilhelm Benda, od roku 1825 Wilhelm von Benda zu Krotoschin (2. ledna 1779 Berlín – 7. ledna 1860 Berlín), byl báňský inženýr a právník, povýšený do šlechtického stavu.

## Životopis
Wilhelm von Benda byl členem česko-německé muzikantské rodiny Bendů. Jeho otcem byl koncertní mistr a skladatel Karl Hermann Heinrich Benda.
Studoval práva a montanistické vědy. V roce 1793 vstoupil do pruské státní služby jako úředník Báňského úřadu ve Vratislavi. Zúčastnil se bojů proti Napoleonovi a po skončení napoleonských válek se stal vládním radou v Poznani. Proto byl pověřen převést do majetku bavorského knížete Karla Alexandra Thurn-Taxis několik státních slezských statků, jako pruskou kompenzaci knížecí rodině za zrušený poštovní monopol. Tuto záležitost vyřídil pečlivě a rychle a spokojený kníže Thurn-Taxis mu nabídl místo centrálního ředitele svých panství se sídlem v Krotoszynu, které Benda přijal.
Na doporučení knížete byl roku 1825 bavorským králem Maxmiliánem I. povýšen do dědičného šlechtického stavu. Knížecí statky vedl von Benda až do roku 1846, pak odešel na odpočinek do Berlína, kde roku 1860 zemřel.

### Rodina
Wilhelm von Benda byl dvakrát ženatý. Ovdověl jako bezdětný a z druhého manželství s Luisou von Mühlenfels se narodilo šest dcer a jediný syn, Karl Friedrich Wilhelm Robert von Benda, německý politik.
Pro hudební badatele je významné jeho doplnění autobiografie Františka Bendy o další historii rodiny. Práci dokončila Marie Benda-Jonas, druhá žena jeho syna.